# 杨仁恺
杨仁恺（1915年10月—2008年），号遗民，笔名易木、和溪，男，四川岳池人，中国博物馆学家、美术史家、书法家，曾任中国书法家协会理事。